# Туркестанская Автономная Социалистическая Советская Республика
Туркеста́нская АССР (ТАССР), (другие названия: Туркестанская Советская Республика (ТСР), Автономная Туркестанская Социалистическая Советская Республика) — автономная республика в составе РСФСР с 30 апреля 1918 по 27 октября 1924 года.
Население — свыше 5 миллионов человек. Столица — город Ташкент. Правящая партия — Коммунистическая партия Туркестана. Наряду с Башкирской АССР и Сибирской СР, считается одной из первых автономных республик в составе РСФСР.

## История

### Провозглашение Туркестанской Советской Федеративной Республики
30 апреля 1918 года на 5-м краевом съезде Советов (Ташкент, 20 апреля — 1 мая) была провозглашена Туркестанская Советская Республика. В документах съезда было написано: 1. «Территория Туркестанского края объявляется Туркестанской Советской Республикой Российской Советской Федерации».

2. «Туркестанская Советская Федеративная Республика, управляясь автономно, признаёт и координирует свои действия с центральным правительством Российской Советской Федерации».
Туркестанская республика стала автономной республикой в составе РСФСР. В состав ТСР вошла территория бывшего Туркестанского края, включавшего Закаспийскую, Самаркандскую, Семиреченскую, Сырдарьинскую и Ферганскую области.
Съезд избрал Центральный исполнительный комитет (ЦИК) (председатель — коммунисты П. А. Кобозев и А. Ф. Солькин) и СНК (председатель — коммунист Ф. И. Колесов). В мае 1918 образован Туркестанский военный округ.

### Борьба за власть в Туркестане
Образованию ТСР предшествовала борьба, начавшаяся после установления 1 (14) ноября 1917 в Ташкенте Советской власти (Смотрите: Вооруженное восстание в Ташкенте в октябре 1917 года), с национальными движениями Туркестана (джадиды и кадимисты, Шура-и-ислам, Шура-и-улема, Алаш). ЦК РКП(б) и правительство РСФСР оказывали ТСР возможную помощь, в июне 1918 были посланы в Ташкент 70 млн руб. (доставил коммунист М. С. Качуринер) и из Царицына доставлено 115 вагонов хлеба.

### Туркреспублика в кольце фронтов Гражданской войны
Летом 1918 ТСР оказалась отрезанной от РСФСР фронтами Гражданской войны. В ходе Асхабадского мятежа 1918 образовалось контрреволюционное Закаспийское временное правительство, опиравшееся на английскую интервенцию в Средней Азии, возник Закаспийский фронт. Осложнились отношения с соседними Бухарским эмиратом и Хивинским ханством.
В этих условиях правительство ТСР и Коммунистическая партия Туркестана (КПТ) основное внимание уделяли вопросам обороны. Создание Красной Армии осложнялось тем, что коренное местное население не подлежало воинской повинности и до лета 1920 привлекалось в Красную Армии по принципу добровольности.
Численность войск Туркреспублики к лету 1918 достигала 8 тысяч человек, к весне 1919 — до 20 тысяч. Кроме них, существовали красногвардейские отряды и партийные дружины. В июле 1918 года создан Военно-революционный штаб ТСР, в него вошли: Ф. И. Колесов (председатель), И. П. Белов, Буренко, А. Калашников, А. Клевлеев, Н. Я. Федермессер, Н. В. Шумилов. В сентябре — декабре 1918 года в помощь ТСР на станции Урбах (близ Астрахани) формировались части Туркестанской армии, имущество которой впоследствии было передано частям, шедшим на соединение с войсками ТСР. 27 декабря 1918 ТуркЦИК объявил ТСР военным лагерем. Был создан штаб по формированию национальных частей Красной Армии (начальник — коммунист У. Бапишев). К концу 1918 года на фронтах сражалось до 2,5 тысячи бойцов-интернационалистов (бывших военнопленных Первой мировой войны) под руководством Коммунистической партии иностранных рабочих и крестьян Туркестана. Осенью 1918 года взамен Военно-революционного штаба образована Верховная коллегия по обороне ТСР под руководством Вотинцева и Фигельского. Начата реорганизация вооружённых сил — разрозненные отряды переформировывались в воинские части.

### 6-й Чрезвычайный съезд Советов Туркестана
6-й Чрезвычайный съезд Советов Туркестана (5—15 октября 1918 года) обсудил вопросы обороны, принял конституцию Туркестанской (автономной) Советской Республики. Согласно принятой Конституции 6-й Туркестанский Съезд Советов подтвердил себя членом Федерации — Автономной Туркестанской Республикой Российской Социалистической Советской Федерации. Конституция 1918 года высшими органами власти РСФСР не утверждалась и не имела должной юридической силы, поскольку в ряде положений противоречила Конституции РСФСР, также имела внутренние несогласованности. Юридически Конституция 1918 года являлась не вступившей в силу, но фактически рассматривалась как действующая. Несмотря на возражения левых эсеров, 6-й съезд принял решение о создании комбедов и союзов бедноты; избрал ТуркЦИК (49 коммунистов и 26 левых эсеров; председатель В. Д. Вотинцев) и СНК (левые эсеры отказались войти; председатель В. Д. Фигельский). В октябре 1918 года ТуркЧК раскрыла заговор Туркестанского союза борьбы с большевизмом.

### Осиповский мятеж (январь 1919)
Осложнил положение ТСР мятеж в Ташкенте, организованный военным комиссаром Туркестанской республики Константином Осиповым, во время которого погибли многие партийные и советские работники (смотрите: Туркестанские комиссары).
21 января 1919 года образован Временный военно-революционный совет ТСР (председатель — А. А. Казаков), обратившийся за помощью к СНК РСФСР.

### Прорыв блокады
22 января войска Восточного фронта заняли Оренбург — блокада Туркреспублики была прорвана. В феврале 1919 года образована Особая временная комиссия СНК РСФСР и ЦК РКП(б) по делам Туркестана (председатель Ш. З. Элиава). В ТСР направлено военное имущество, 2 миллиона пудов хлеба и др. Туркреспублика отправила в РСФСР 350 вагонов хлопка.

### 7-й Чрезвычайный съезд Советов Туркестана (7—31 марта 1919)
7-й Чрезвычайный съезд Советов Туркестана (7—31 марта 1919) наметил меры по укреплению обороны; принял решение о широком привлечении коренного населения в Красную Армию, к участию в советском строительстве, осудил великодержавно-шовинистические тенденции в этом вопросе ряда работников; избрал ТуркЦИК (председатель Казаков) и СНК (председатель К. Е. Сорокин). На съезде произошло объединение коммунистической фракции с левоэсеровской, лидеры которой заявили о самороспуске своей партии и вхождении в КПТ. 15 апреля 1919 Ташкентский союз социалистов, молодёжи реорганизован в Коммунистический союз молодёжи (КСМ) — составную часть РКСМ, положив начало созданию КСМ Туркестана (организационно оформился в январе 1920).

### Опять в блокаде
В апреле 1919 года войска атамана Дутова вновь отрезали край от РСФСР, образовался Актюбинский фронт. Был создан РВС Туркреспублики (А. И. Белов, И. Г. Брегадзе, А. П. Востросаблин, Ф. Л. Железов). 14 апреля председателем РВС назначен Казаков, затем Д. П. Саликов, главкомом — Белов. В армию мобилизовано 25 % коммунистов, 50 % депутатов Советов, 10 % членов профсоюзов. В апреле 1919 года укреплён Актюбинский фронт, разгромлены крупные банды басмачей (см. Басмачество) под Наманганом и Кокандом. Упорные бои шли на Семиреченском фронте.

### Образование Туркестанского фронта и прорыв блокады
К лету освобождена большая часть Закаспийской области. 11 августа 1919 года создан Туркестанский фронт, в подчинение командующему фронтом М. В. Фрунзе 25 августа переданы войска Туркреспублики, которые 13 сентября 1919 года соединились с войсками Туркестанского фронта. Была восстановлена связь с РСФСР. Перед ТСР встали задачи полного разгрома противника в Закаспии и Семиречье и басмачества в Фергане, восстановления народного хозяйства.

### 8-й съезд Советов Туркестана
8-й съезд Советов Туркестана (6 сентября — 4 октября 1919) разработал меры по укреплению органов Советской власти и Красной Армии. Вместе с тем съезд принял ошибочные решения об упразднении СНК ТСР (заменён тремя Советами: Обороны, Экономики, Культуры и просвещения) и областных органов советской власти. Это ослабило исполнительную власть и внесло путаницу в сфере государственного управления (в 1920 году решения отменены).
Избран ТуркЦИК (председатель И. А. Апин). Помощь ТСР и КПТ с октября 1919 года оказывала Туркестанская комиссия ВЦИК и СНК РСФСР с полномочиями и от ЦК РКП(б). В Туркреспублику направлены советские и партийные кадры, материальная помощь: в феврале — декабре 1920 года только в адрес Турккомиссии (не считая различных хозяйственных организаций) пришло 614 вагонов с народно-хозяйственными грузами. В Туркестан направилось промышленное оборудование целых предприятий. В свою очередь Туркреспублика снабжала центр сырьём (хлопок, шерсть, фрукты и др.). Особое внимание уделялось решению в Туркреспублике продовольственного вопроса.

### Декрет о хлебной монополии
4 июня 1919 года (с большим запозданием) ТуркЦИК принял декрет о хлебной монополии. Осуществить декрет не удалось из-за неподготовленности его введения, слабости классовых организаций трудового крестьянства, сопротивления кулачества. В феврале 1920 года ТуркЦИК вынес постановления: об организации продотрядов, комбедов в посёлках с преобладанием европейского населения, о борьбе с кулаками, укрывающими хлебные излишки, о распределении продразвёрстки на всё переселенческое крестьянство. С осени 1920 года продразвёрстка распространена и на коренное население. В помощь продорганам созданы отряды «мусульманской инспекции». В продотряды и отряды «мусульманской инспекции» мобилизовано и привлечено до 8,5 тыс. трудящихся, преимущественно из местных национальностей. В отличие от центра РСФСР, размеры продразвёрстки здесь не охватывали всех хлебных излишков — часть их могла быть реализована на рынке. В 1920 году началось наделение трудового крестьянства землёй феодалов, увеличилась государственная помощь семенами и сельскохозяйственными орудиями. Однако в целом положение с продовольствием в ТСР оставалось тяжёлым.

### Борьба с политическими противниками
В связи с активизацией военных операций против белогвардейцев и басмачей с конца 1919 года повсеместно взамен исполкомов Советов были созданы ревкомы (действовали до марта 1921 года). По инициативе Турккомиссии в конце 1919 года были восстановлены областное деление Туркреспублики и областные органы Советской власти (кроме облисполкомов), в марте 1920 года — СНК ТСР (председатель Я. Э. Рудзутак). В конце 1919 — начале 1920 года уничтожены басмаческие банды Иргаша, Крестьянская армия Ферганы, Закаспийский и Семиреченский фронты. В июне 1920 года подавлен Вернинский мятеж. К концу 1920 года в Фергане разгромлены основные отряды басмачей Курширмата, Хал-Ходжи и др. В 1920 году войска Туркреспублики содействовали совершению революций в Бухаре и в Хиве, в результате которых были созданы Хорезмская Народная Советская Республика и Бухарская Народная Советская Республика.

### Внутриполитическая борьба в КПТ
Турккомиссия и крайком КПТ вели внутриполитическую борьбу как со сторонниками великодержавного шовинизма, так и с националистическими тенденциями в Компартии Туркестана. Так, представители последних предлагали переименовать Туркестанскую советскую республику в Тюркскую республику, а Коммунистическую партию Туркестана в Тюркскую компартию. Также выдвигалось требование о выводе немусульманских частей Красной Армии и формировании армии только из числа представителей коренных национальностей.
ЦК РКП(б) принял 8 марта 1920 года постановление «Положение об автономии Туркестана», в котором подтверждалось прежнее название партии — КПТ; подчёркивалось, что Туркестан является «Туркестанской автономной республикой РСФСР»; определялось, что правительству ТСР принадлежит вся полнота власти на территории Туркестана, за исключением обороны, внешних сношений, железной дороги, почтово-телеграфных и финансовых вопросов, находящихся в ведении правительства РСФСР. В мае 1920 года делегация так называемых «национал-уклонистов» прибыла в Москву. В состав делегации вошли Рыскулов, Н. Ходжаев, Бек-Иванов. Делегация изложила свои взгляды в ЦК РКП(б), которые были отвергнуты как противоречащие национальной политике партии. Для усиления помощи КПТ в июле 1920 года создано Туркестанское бюро ЦК РКП(б).

### 9-й съезд Советов Туркестана
9-й съезд Советов Туркестана (19—24 сентября 1920 года) принял решение шире вовлекать местных трудящихся в управление государством, подготовить переход от ревкомов к выборным исполкомам Советов; осудил национал-уклонистов; утвердил новую Конституцию, по которой ТСР получала новое название — Туркестанская (автономная) Социалистическая Советская Республика (ТССР), определялись формы взаимоотношений между РСФСР и её автономной частью — ТССР; избрал ТуркЦИК (председатель А. Р. Рахимбаев) и СНК (председатель К. С. Атабаев). 5 августа 1920 года было принято положение о Народном комиссариате просвещения Туркестанской Автономной Социалистической Советской Республики.
В 1924 году ТССР упразднена в процессе национально-государственного размежевания советских республик Средней Азии и образования Узбекской ССР и Туркменской ССР, вошедших в состав Союза ССР.

## Экономика
Для обеспечения обороны национализировали фабрично-заводские предприятия и часть промышленных заведений полукустарного и кустарного типа; имеющие важное значение частнособственнические, полукустарные и кустарные предприятия были поставлены под контроль советских органов. Введена трудовая повинность. Коренное население ТСР занималось главным образом животноводством, возделыванием хлопка, посевы которого в 1918 году сократились до 80 тысяч десятин против 523 тысяч десятин в 1915 году. Общая посевная площадь в Сырдарьинской, Самаркандской и Ферганской областях в 1918 году сократилась по сравнению с 1917 годом на 46 %. Производимого на месте хлеба не хватало. С ростом продовольственного кризиса с августа 1918 года землевладельцы обязывались отчислять государству хлеб по твёрдым ценам; одновременно продорганы закупали хлеб на вольном рынке по свободным ценам. Осенью 1918 года была образована Центральная комиссия по борьбе с голодом (председатель — Т. Рыскулов).
Для ликвидации экономической разрухи, восстановления и развития народного хозяйства Туркестанской, Бухарской и Хорезмской республик в марте 1923 по решению 1-й экономической конференции Туркестана, Бухары и Хорезма произошло экономическое объединение трёх республик и образован единый экономический центр — Среднеазиатский экономический совет (САЭС).

## Население
Проведённая в 1920 году перепись определила численность населения республики в 5 221 963 человека, из которых самыми многочисленными были узбеки (2 050 775 чел.) и казахи (1 091 925). Также проживали представители других народов Средней Азии — 522 292 киргиза, 399 912 таджиков, 266 681 туркмен, 75 334 каракалпака. Помимо них в республике жили русские, украинцы, белорусы, немцы и представители иных этносов.

## Руководители Туркестанской АССР
Председатели Центрального Исполнительного Комитета
1. Кобозев, Пётр Алексеевич (апрель — май 1918), Солькин, Андрей Фёдорович, сопред. (апрель — 2 июня 1918)
2. Тоболин, Иван Осипович (2 июня — 5 октября 1918)[23]
3. Вотинцев, Всеволод Дмитриевич (октябрь 1918 — 19 января 1919)
4. — (19 января — 31 марта 1919)
5. Казаков, Аристарх Андреевич (31 марта — июль 1919)
6. Кобозев, Пётр Алексеевич (июль — сентябрь 1919)
7. Апин, Иван Андреевич (сентябрь 1919 — январь 1920)[24]
8. Рыскулов, Турар Рыскулович (январь — 21 июля 1920)
9. Бисеров, Мухаммеджан (21 июля — август 1920)[25]
10. Рахимбаев, Абдулло Рахимбаевич (4 августа 1920 — май 1921), Ходжанов Султанбек, врио. пред. (5.12.1920 — ?)[25]
11. Тюрякулов, Назир Тюрякулович (май 1921 — июнь 1922)
12. Рахимбаев, Абдулло Рахимбаевич (июнь — октябрь 1922)
13. Хидыр-Алиев, Инагаджан (октябрь 1922 — 1 января 1924), Дадабаев Бутабай, врид. пред. (август — сентябрь 1923)[25]
14. Айтаков, Недирбай (9 января — ноябрь 1924)

Председатели Совета Народных Комиссаров
1. Колесов, Фёдор Иванович (ноябрь 1917 — ноябрь 1918)
2. Фигельский, Владислав Дамианович (ноябрь 1918 — 19 января 1919)
3. — (19 января — 31 марта 1919)
4. Сорокин, Карп Елисеевич (31 марта — 12 сентября 1919)[26]

СНК был упразднён Постановлением VIII Всетуркестанского Съезда Советов в сентябре 1919 года. Функции возложены на Совет обороны, Совет культуры и Совет народного хозяйства Автономной Туркестанской СФР. Восстановлен в марте 1920 года.
1. Рудзутак, Ян Эрнестович (март — май 1920)
2. Любимов, Исидор Евстигнеевич (май — сентябрь 1920)
3. Атабаев, Кайгисыз Сердарович (сентябрь 1920 — октябрь 1922)
4. Рыскулов, Турар Рыскулович (октябрь 1922—1924)
5. Исламов, Шарустам (? — ноябрь 1924)[27]

## Административное деление
Туркестанская АССР без изменения унаследовала административное деление бывшего Туркестанского генерал-губернаторства в составе пяти областей: Закаспийской, Самаркандской, Семиреченской, Сырдарьинской и Ферганской. Области, в свою очередь, делились на уезды.
26 августа 1920 года Мангышлакский уезд и 4-й и 5-й Адаевские волости Красноводского уезда Закаспийской области переданы создаваемой Киргизской АССР (ныне — Казахстан).
В октябре 1920 года была образована Амударьинская область из одноимённого отдела Сырдарьинской области.
В 1921 году Закаспийская область переименована в Туркменскую.
В 1922 году Семиреченская область переименована в Джетысуйскую.

## Ликвидация ТАССР
В октябре 1924 года был воплощён в жизнь план национально-территориального размежевания, предусматривавший выделение каждой национальной группе своей автономии. В результате размежевания ликвидированы ТАССР вместе с её административным делением, а также Бухарская ССР и Хорезмская ССР, включённые в состав СССР на правах союзных республик буквально накануне.
В итоге на территориях ТАССР, БухССР и ХССР были вновь созданы:
- Узбекская ССР (ныне — Республика Узбекистан)
- Таджикская АССР в составе Узбекской ССР (ныне — Республика Таджикистан)
- Туркменская ССР (ныне — Республика Туркменистан)
- Кара-Киргизская АО (РСФСР, ныне — Кыргызская Республика)
- Кара-Калпакская АО (КазАССР до 1930, впоследствии напрямую РСФСР, ныне — Республика Каракалпакстан в составе Узбекистана)

Значительная часть Сырдарьинской и половина Джетысуйской областей была передана ранее образованной Киргизской АССР (ныне — Республика Казахстан). Южная часть Адаевского уезда Киргизской АССР была передана Туркменской ССР а восточная часть Адаевского уезда передана Кара-Калпакской АО.

## Иллюстрации

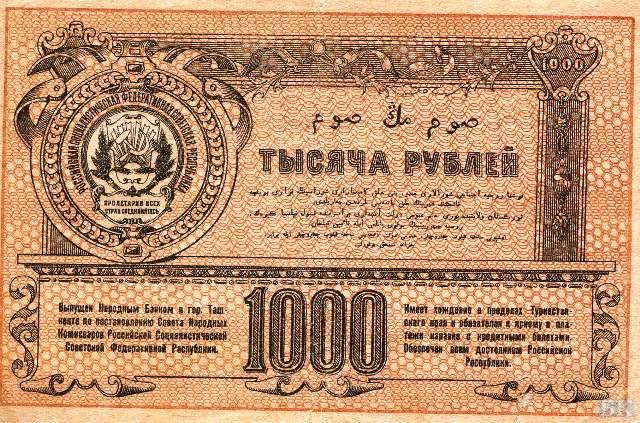
Временный кредитный билет 1000 рублей реверс
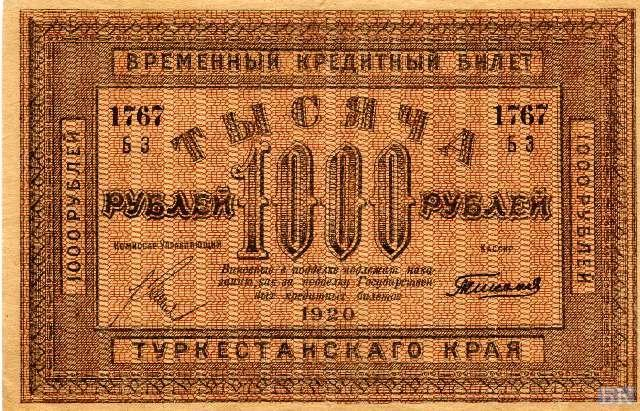
Временный кредитный билет 1000 рублей аверс

## Комментарии
1. ↑  В историографии нет единого мнения относительно того, какая автономная республика была первой — Туркестанская или Башкирская[6]. Туркестанская АССР была провозглашена в Ташкенте 30 апреля 1918 5-м Всетуркестанским съездом Советов[7], но официально статус АССР от ВЦИК получила в 1921 году[8]. Башкирская АССР была образована 20 марта 1919 года в результате подписания «Соглашения Центральной Советской власти с Башкирским правительством о Советской Автономии Башкирии» и изначально обладала статусом «автономной республики»[9].